# Kirchzarten
Kirchzarten est une commune de Bade-Wurtemberg (Allemagne), située dans l'arrondissement de Brisgau-Haute-Forêt-Noire, dans le district de Fribourg-en-Brisgau.

## Galerie

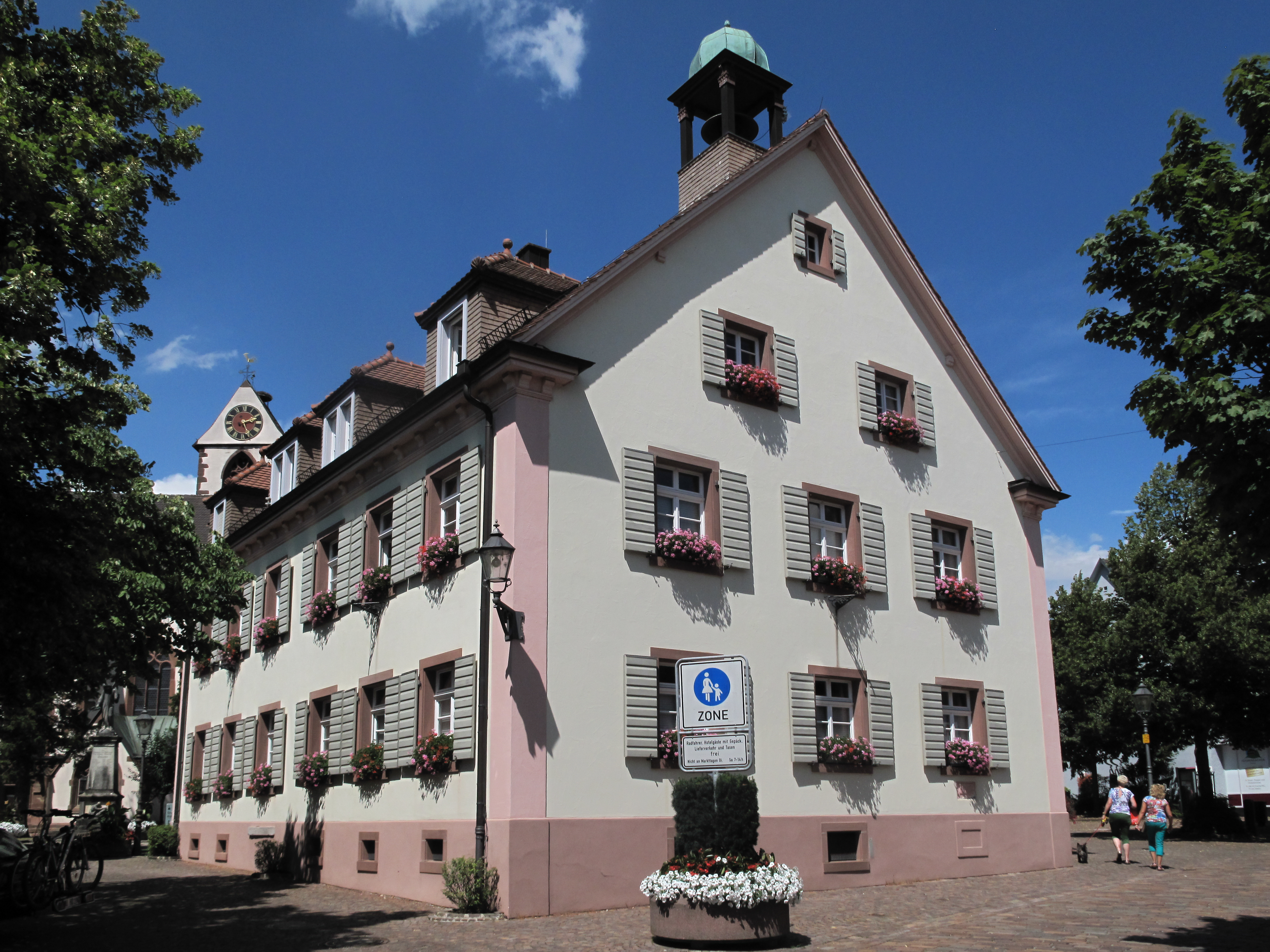
Kirchzarten : hôtel de ville.
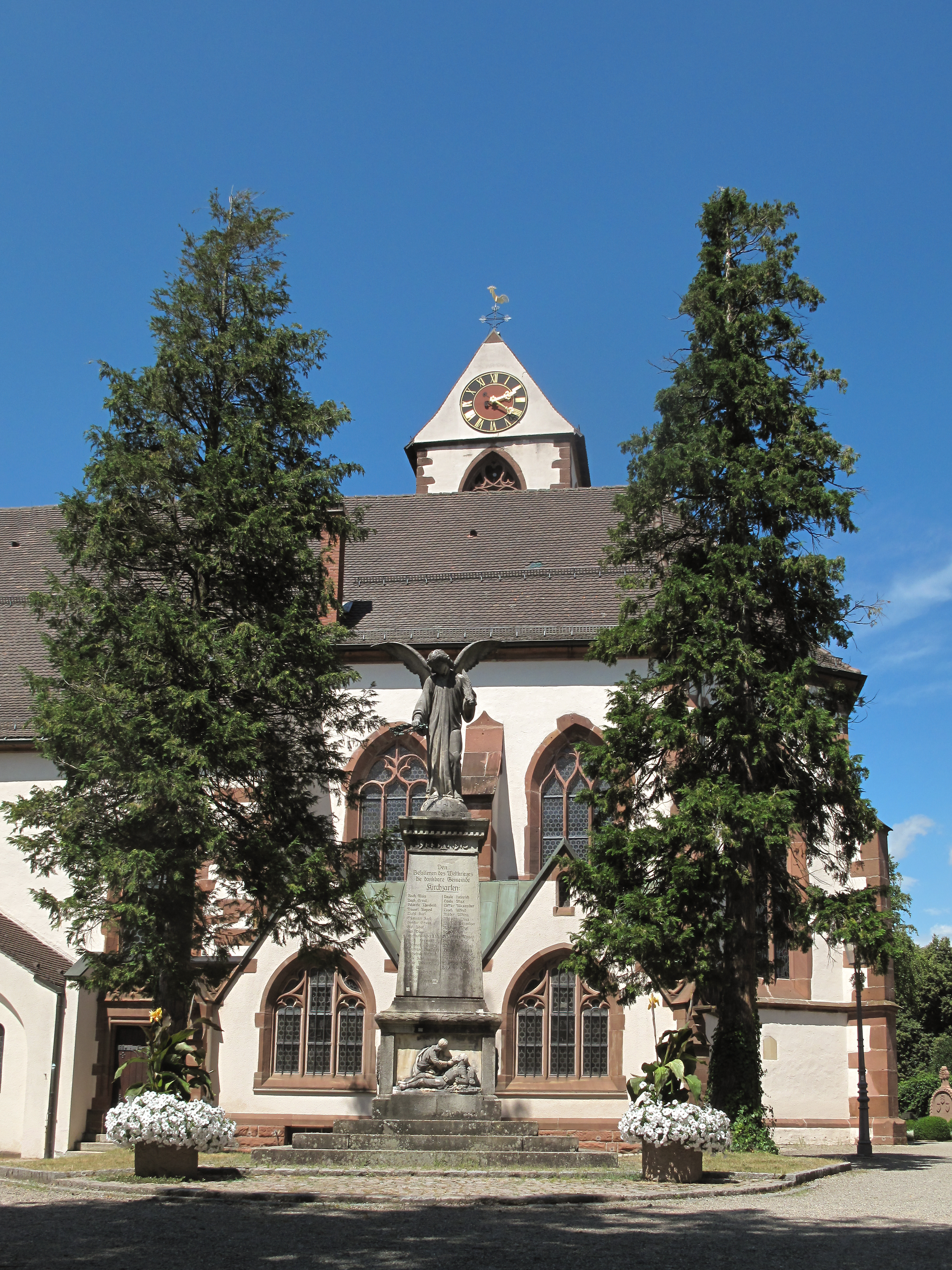
Kirchzarten : l'Église Saint Gall.
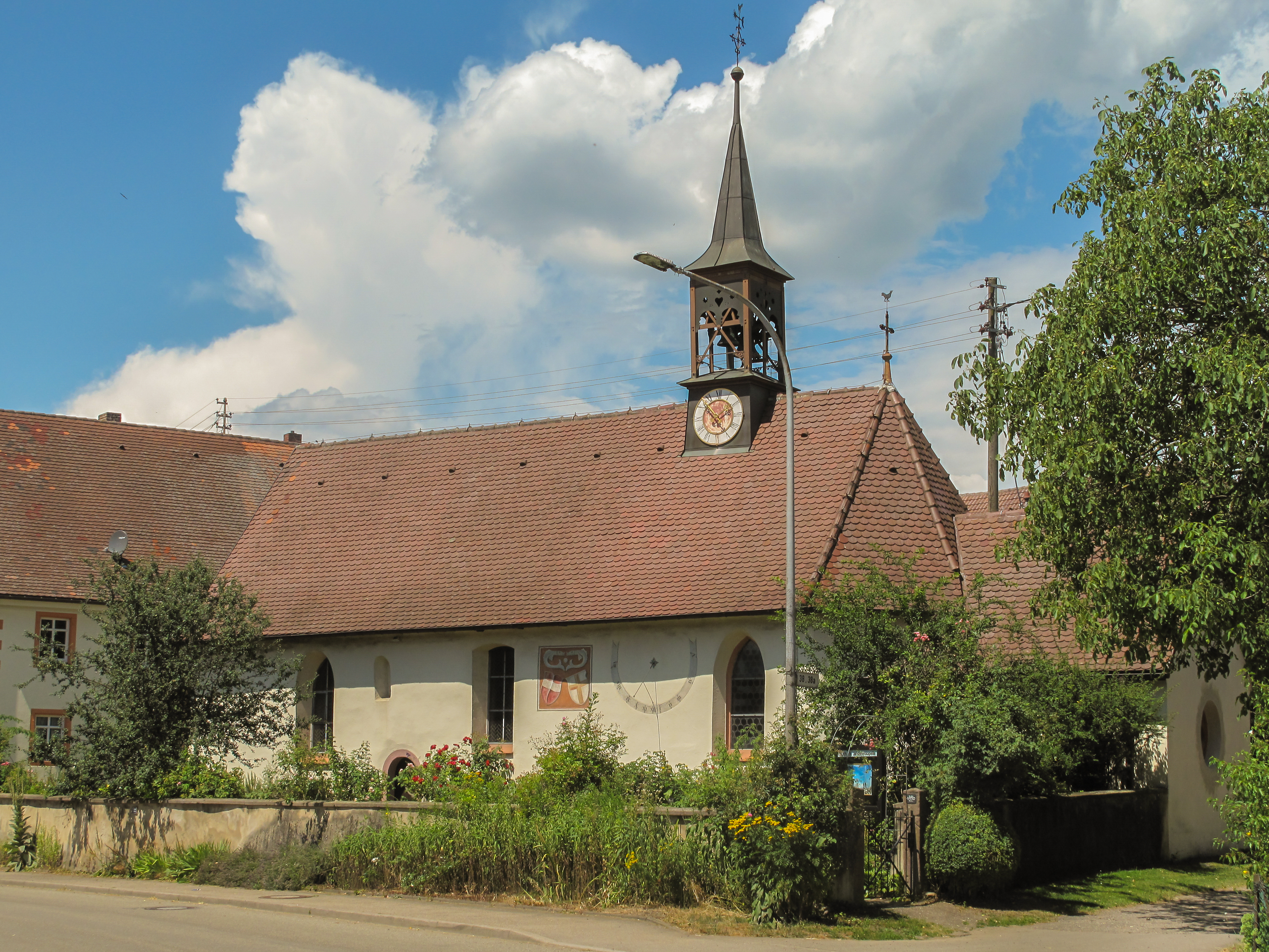
Kirchzarten : une église.

## Géographie
Kirchzarten se situe dans la vallée de la Dreisam, à l'est de la ville de Fribourg-en-Brisgau. La commune se trouve au sein du Parc naturel du Sud de la Forêt-Noire et est traversé par la rivière  Zastler.
Une verrerie, dite de Falkenweg, y a fonctionné de 1759 à 1768.

## Sport
La ville a accueilli les championnats du monde de VTT en 1995.